# Acacias
Acacias – stacja metra w Madrycie, na linii 5. Znajduje się na granicy dzielnic Centro i Arganzuela, w Madrycie i zlokalizowana jest pomiędzy stacjami Puerta de Toledo i Pirámides. Została otwarta 5 czerwca 1968.